# Rodolfo Holzmann
Rodolfo Holzmann geboren Rudolf Holzmann (* 27. November 1910 in Breslau; † 3. April 1992 in Lima) war ein peruanischer Komponist, Musikpädagoge und -wissenschaftler deutscher Herkunft.

## Leben und Wirken
Holzmann studierte in Berlin Komposition bei Wladimir Vogel, Klavier bei Winfried Wolf und Orchesterleitung bei Robert Robitschek. Später nahm er einen Dirigierkurs bei Hermann Scherchen in Brüssel. Während seines Aufenthaltes in Europa entstanden Werke wie Due Movimenti, die Suite a tre temi, die beim 12. Festival der Internationalen Gesellschaft für zeitgenössische Musik 1934 in Florenz aufgeführt wurde, und das Septett für Horn, Flöte, Klarinette, Fagott, Violine, Viola und Cello, das 1936 den Henry-le-Boeuf-Preis der Philharmonischen Gesellschaft Brüssel erhielt und im gleichen Jahr von Angehörigen des Orchesters unter Hermann Scherchen uraufgeführt wurde.
1938 kam Holzmann nach Peru, wo er Professor für Oboe, später für Komposition an der Academia Nacional de Música Alcedo (dem nachmaligen Conservatorio Nacional) wurde. Dem Ende des Jahres gegründeten Orquesta Sinfónica Nacional trat er als Violinist bei, 1945 wurde er stellvertretender Leiter des Klangkörpers.
1957 erhielt Holzmann den Kompositionspreis 4 de julio, der ihm einen einjährigen Studienaufenthalt in den USA ermöglichte. Nach seiner Rückkehr arbeitete er in der Casa de la Cultura del Perú und an der Escuela Nacional de Música y Danzas Folklóricas.
Seit seiner Ankunft in Peru setzte sich Holzmann intensiv mit der Musik des Landes auseinander. 1942 veröffentlichte das Werkverzeichnis des Komponisten Theodoro Valcárcel, im nächsten Jahr folgten die Werkverzeichnisse von Daniel Alomía Robles, Alfonso de Silva und Vicente Stea. Seit seiner Zeit an der Escuela Nacional beschäftigte er sich mit der traditionellen Volksmusik Perus. Im Ergebnis erschienen ein Album mit Volkstänzen und -gesängen (mit einem Vorwort von José María Arguedas) und mehrere musikwissenschaftliche Publikationen.
Als Komponist entfernte er sich vom neoklassizistischen Stil und war zuletzt stark von der Dodekaphonie geprägt. In vielen seiner Werke finden sich auch Anklänge der peruanischen Musik, so in der Pequeña Suite Peruana, der Sinfonía del Tercer Mundo, der Suite Arequipeña und dem Concierto para la Ciudad Blanca.
In seinen letzten Lebensjahren lebte Holzmann in Huánuco, wo er als Chorleiter sowie als Professor und Direktor der Escuela Regional de Música "Daniel Alomía Robles" wirkte.

## Schriften
- De la trifonía a la heptafonía en la música tradicional peruana. Lima: San Marcos 1968.
- Cuatro ejemplos de música Q'ero (Cuzco, Perú). In: Latin American music review. – Austin, Tex., Bd. 1 (1980), Nr. 1, S. 74–91
- Q'ero, pueblo y música: un estudio etnomusicológico basado en 33 piezas del repertorio vocal e instrumental de los Q'eros. Lima: Patronato Popular y Porvenir, Pro Música Clásica 1986. (Begleitmaterial: 1 Schallplatte)
- El cóndor pasa (dem Andenken Daniel Alomía Robles’ gewidmet)
- La expresión nacional en la música culta contemporánea de América Latina

## Notenausgaben
- Sonatina sobre motivos del folklore peruano. Montevideo, Uruguay: Editorial Cooperativa Interamericana de Compositores ca. 1944.
- Cantigas of the golden age. Suite of compositions by Spanish authors of the 16th century, für Orchester. Lima: Rudolph Holzmann [1944].
- Tres madrigales nach Texten von Pablo Neruda, für hohe Stimme und Klavier (1944). Buenos Aires: Editorial Argentina de Música, ca. 1946.
- Panorama de la música tradicional del Perú. 53 piezas transcritas de grabaciones tomadas directamente en el lugar, con su letra y glosas. Lima: Casa Mozart 1966.
- Perucanticos: 15 piezas de música tradicional del Perú. Transcritas para coro mixto "a cappella". Lima: Casa Mozart 1967.
- Música tradicional del Perú : costa, sierra, selva ; 51 piezas para piano. Buenos Aires: Ricordi Americana 1967.
- Album de música huanuqueña, arreglos para coro mixto y cuatro voces por Rodolfo Holzmann. Huanuco, Perú: Coop. Crédito San Francisco 1980.

| Personendaten    | Personendaten                                              |
| ---------------- | ---------------------------------------------------------- |
| NAME             | Holzmann, Rodolfo                                          |
| ALTERNATIVNAMEN  | Holzmann, Rudolf (Geburtsname)                             |
| KURZBESCHREIBUNG | peruanischer Komponist, Musikpädagoge und -wissenschaftler |
| GEBURTSDATUM     | 27. November 1910                                          |
| GEBURTSORT       | Breslau                                                    |
| STERBEDATUM      | 3. April 1992                                              |
| STERBEORT        | Lima                                                       |